# Kuře tandoori

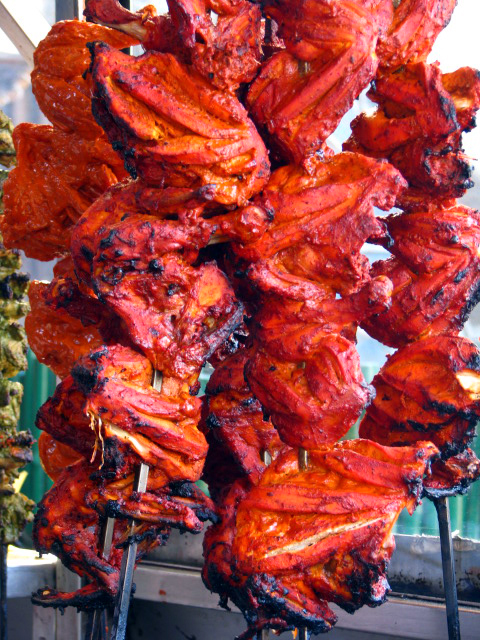
Kuře tandoori, Bombaj, Indie

Kuře tandoori je pokrm z kuřete marinovaného v jogurtu a koření. Následně je pečeno v tandúru, válcové hliněné peci. Tento pokrm je rozšířený po celém světě. Moderní podobu zpopularizovala restaurace Moti Mahal v Novém Dillí v Indii na konci 40. let 20. století. Kuře tandoori se může jíst jako předkrm nebo jako hlavní chod, často podávaný s plackou naan. Používá se také jako základ mnoha kari na bázi smetany, například butter chicken.

## Historie
Pečení kuřete v pecích podobných tandúru je doloženo již v harappské kultuře z doby bronzové. Tato kultura existovala na Indickém subkontinentu již v roce 3000 př. n. l. Mnohem později Sušruta samhitá uvádí maso pečené v peci (kandu) po ochucení práškem z černé hořčice (rai) a voňavým kořením.
Pokrm nesoucí název kuře tandoori vznikl v Paňdžábu ještě před ziskem nezávislosti Indie a jejím rozdělením. Na konci 40. let 20. století bylo kuře tandoori zpopularizováno restaurací Moti Mahal v Novém Dillí. Pokrm zpopularizovali pandžábští hinduističtí imigranti z Péšávaru Kundan Lal Jaggi, Kundan Lal Gujral a Thakur Das Magu, kteří restauraci Moti Mahal v Novém Dillí založili. Jmenovaní muži od 20. let 20. století do roku 1947 pracovali v malé restauraci Moti Mahal v Péšáváru v Britské Indii, kterou vlastnil muž jménem Mokha Singh Lamba.
Ve Spojených státech amerických se kuře tandoori začalo objevovat na jídelních lístcích v 60. letech 20. století. Jacqueline Kennedyová Onassisová údajně jedla "kuře tandoori" během letu z Říma do Bombaje v roce 1962. Recept na kuře tandoori byl otisknut v Los Angeles Times v roce 1963 jako rada pro "hostitelku hledající nový nápad na večeři pro hosty". Podobný recept byl zveřejněn ve stejných novinách v roce 1964.

## Příprava

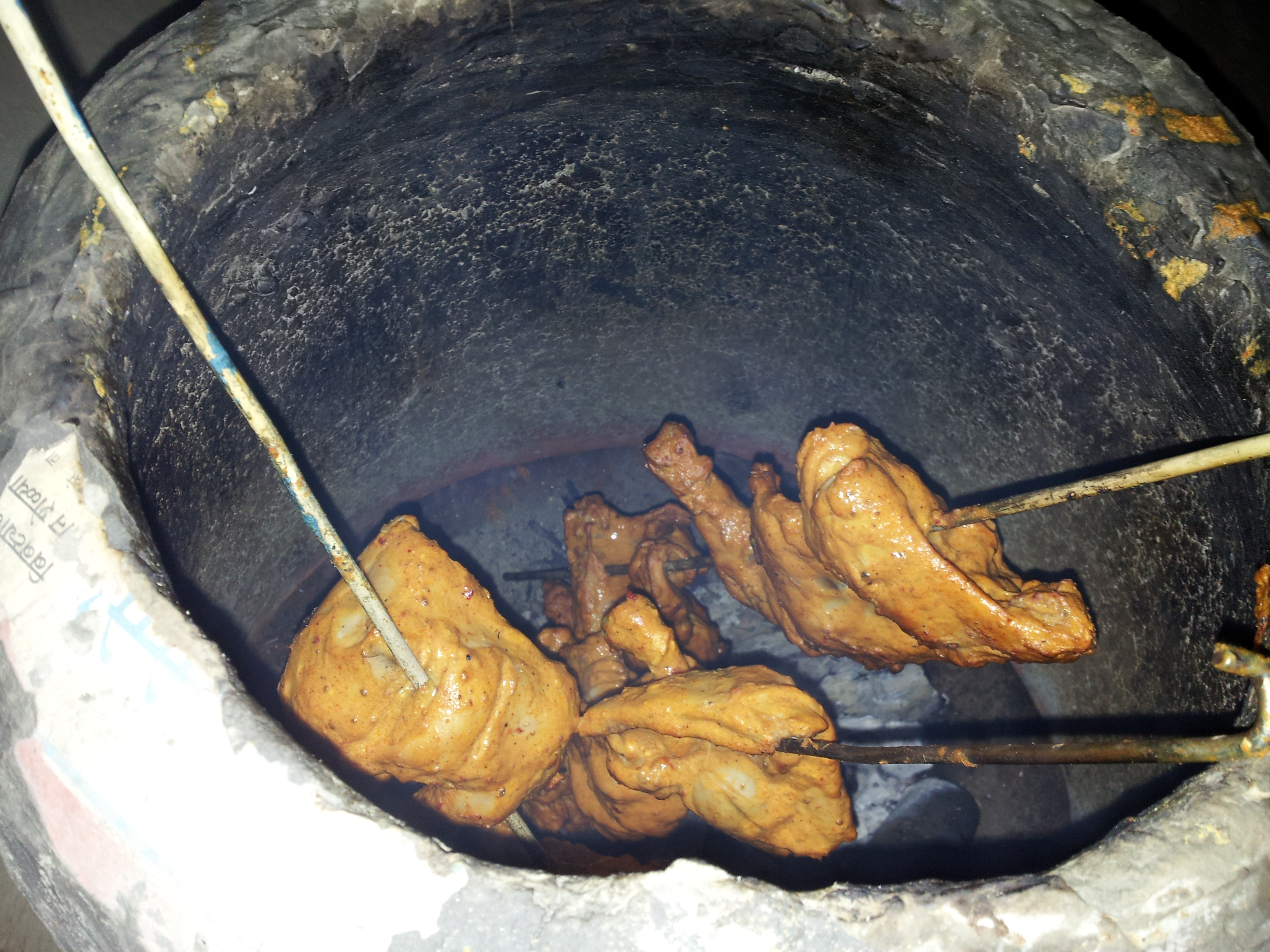
Příprava kuře tandoori v tandúru

Syrové části kuřete se stáhnou z kůže a poté se marinují ve směsi dahi (jogurtu) a směsi koření zvané tandoori masala. Jsou ochuceny a obarveny kajenským pepřem, červeným chilli práškem nebo kašmírským červeným chilli práškem, stejně jako kurkumou nebo potravinářským barvivem.
Marinované kuře se napíchne na špízové jehly a peče se při vysokých teplotách v peci tandúr, která se zahřívání dřevem nebo uhlím, což dodává pokrmu kouřovou chuť. Pokrm lze také připravit ve standardní troubě na rožni nebo na horkém dřevěném uhlí.
Existují i recepty na neporcované kuře tandoori, z nichž se některé připravují v tandúru a jiné na dřevěném uhlí. Patří mezi ne Chirga (pečené celé kuře), Tandoori Murgh (pečené celé kuře s mandlemi), Murgh Kabab Seekhi (celé plněné kuře na rožni), Kookarh Tandoori (dušené kuře na rožni), Tandoori Murgh Massaledarh (celé kořeněné kuře na rožni) a Murghi Bhogar (kuře ve stylu Bhogar).

## Fotogalerie

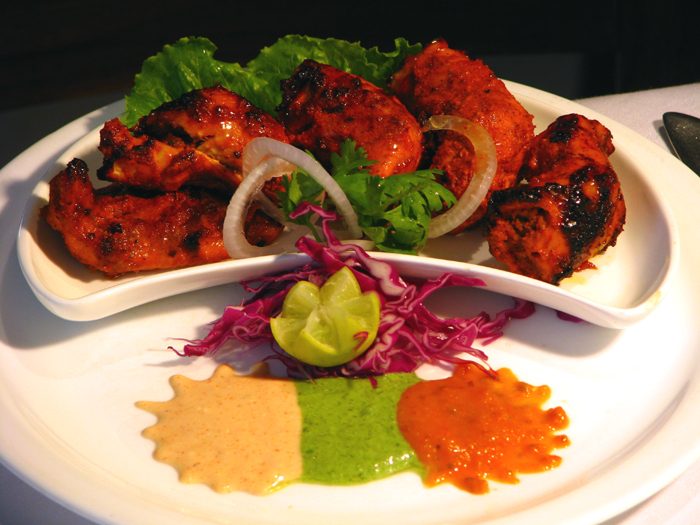
Kuře tandoori podávané v restauraci v Bombaji
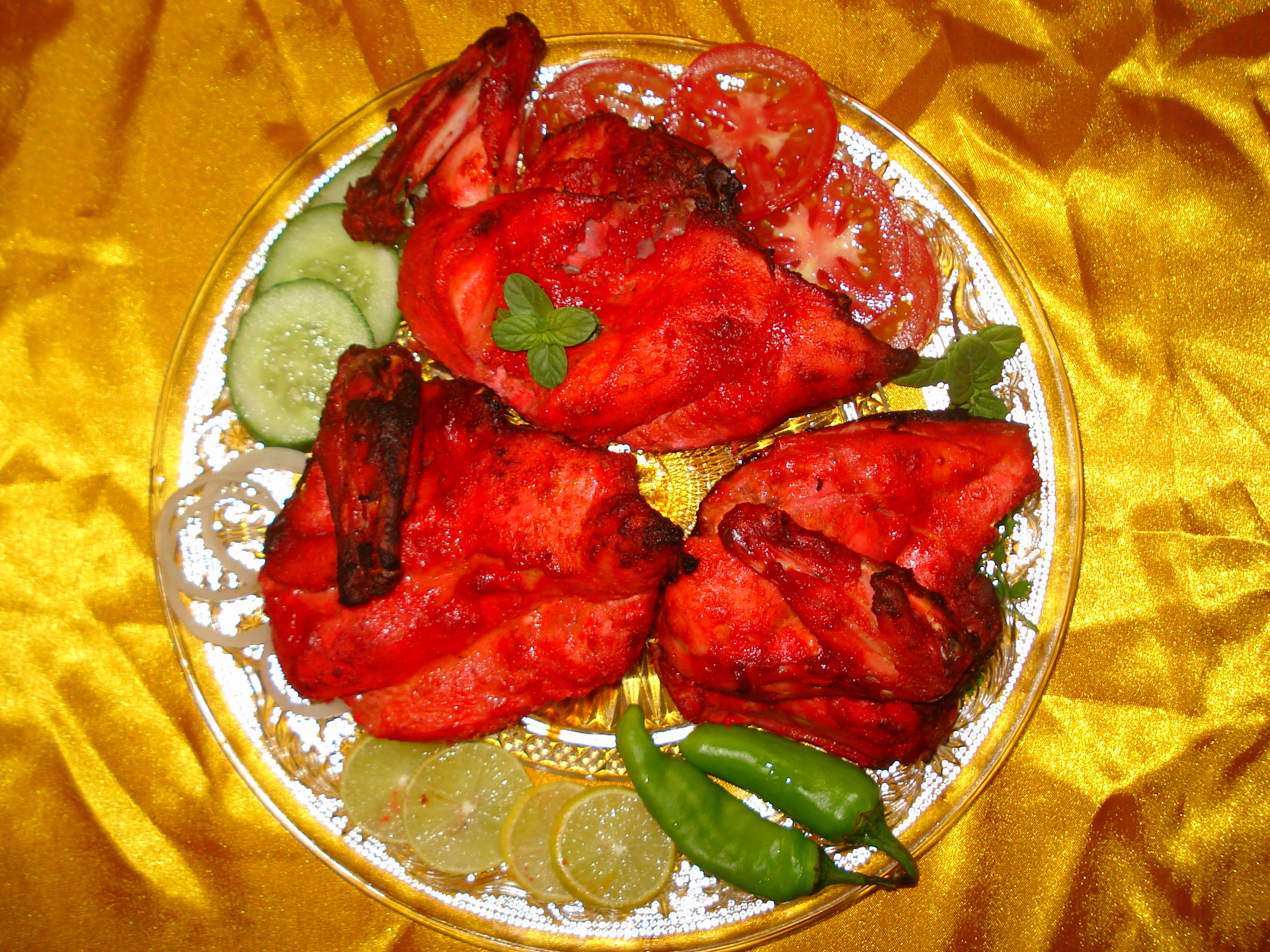
Kuře tandoori v Paňdžábu v Pákistánu
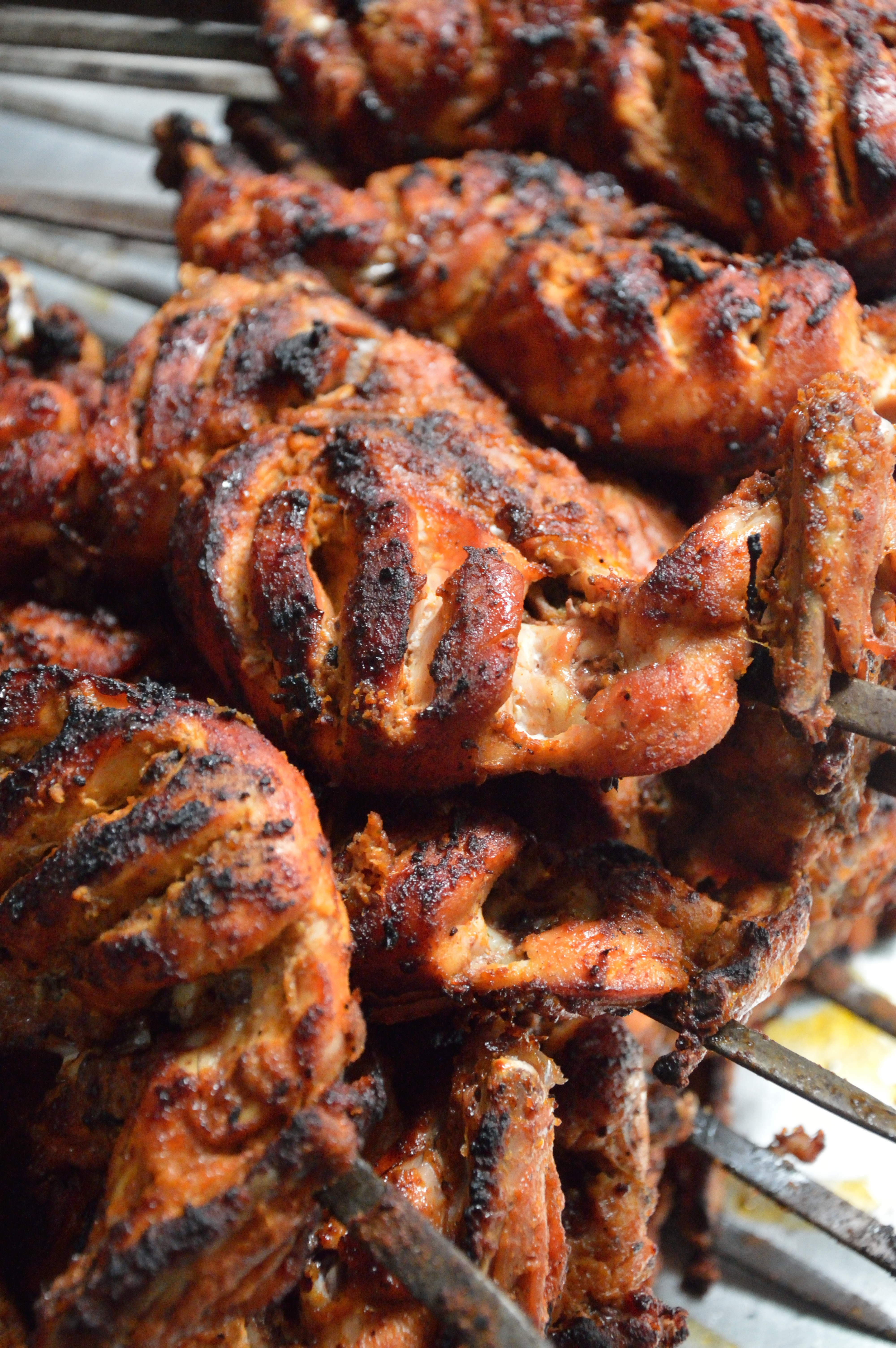
Kuře tandoori, Dháka, Bangladéš